# 片桐はいり
片桐 はいり（かたぎり はいり、1963年1月18日 - ）は、日本の女優。本名、片桐 由美（かたぎり ゆみ）。東京都大田区出身。スターダストプロモーション芸能1部所属。独身。

## 来歴
大田区立山王小学校、香蘭女学校中学校・高等学校卒業。中学時代の同級生に作家の上橋菜穂子がおり、高等科在学中の文化祭において有志により催された上橋（原作・脚本）の「双子星座」が初舞台となる。成蹊大学文学部日本文学科卒業。大学在学中、演劇部で歌人・作詞家の林あまりと知り合う。
大学卒業後、映画館・銀座文化劇場でもぎりのアルバイトをしながら、生田萬と銀粉蝶が1981年に旗揚げした劇団「ブリキの自発団」に入団する。映画が好きで映画に関することなら何でもやりたいと思っていた反面、女優とは選ばれた人がなるものだと片桐は考えていたが、一度くらいやってみたいという気持ちもあり役者の道に入ったという。
芸名の「はいり」は、テレビアニメ『アルプスの少女ハイジ』の主人公の名前に由来する。1994年に「ブリキの自発団」を退団。
「SEEDコンタクトレンズ」のCMキャラクターとして森山祐子と共に起用され、話題になった。
大人計画への公演などにも客演するほか、テレビドラマでは教師からお婆さん役、こだわりのある研究者など、七変化の名脇役として活躍している。なお、小林聡美、もたいまさこらとの共演が多いことでも知られる。
現在も女優業の傍ら、地元の映画館のキネカ大森でもぎりのボランティアスタッフとして働いており「映画への恩返し」として生きている間は続けたいと語っている。
片桐は、弟がグアテマラのアンティグアで、日本人向けのスペイン語学校を経営していることを著書で明かしている。

## 出演

### テレビドラマ

#### NHK
- 銀河テレビ小説
  - しあわせ志願（1988年） - 信子 役
- ドラマ新銀河
  - 結婚はいかが?（1996年）
- ママさんバレーでつかまえて（2008年、2009年）
- 時々迷々（2009年 - 2011年） - 時々迷々 役
- 時々迷々【再】（2012年 - ） - 時々迷々 役
- ミニドラマ「ドラマチックゾーン〜海外ドラマ」（2012年） - 喜子 役
- 黒い十人の黒木瞳。（2012年）
- 連続テレビ小説
  - あまちゃん（2013年） - 安部小百合 役
  - とと姉ちゃん（2016年） - 東堂チヨ 役
  - ちむどんどん（2022年） - 下地響子 役
- 昨夜のカレー、明日のパン（2014年、NHK BSプレミアム） - 秋山朝子 役
- 富士ファミリー（2016年） - 笑子バアサン 役
  - 富士ファミリー2017（2017年）
- トットてれび（2016年） - モギリのお姉さん 役
- この声をきみに（2017年） - 磯崎和代 役
- 炎上弁護人（2018年） - プア女 役
- Eうた♪ココロの大冒険（2019年、NHK Eテレ） - コンピューターおばあちゃん役[7]
- 不要不急の銀河 （2020年） - 河原千代 役
- 星新一の不思議な不思議な短編ドラマ「ボッコちゃん」（2022年4月5日、BS4K・BSプレミアム）[8]
- 一橋桐子の犯罪日記（2022年10月8日 - 11月5日）- 友岡明子 役
- 大奥「8代・徳川吉宗×水野祐之進編」第8回 -（2023年2月28日 - 3月14日） - 小川笙船 役[9]
- 家族だから愛したんじゃなくて、愛したのが家族だった(2023年、BS4K・BSプレミアム) - 住吉政子 役
- ミワさんなりすます（2023年10月16日 - 12月7日） - 一駒和枝 役[10]
- ユーミンストーリーズ「青春のリグレット」（2024年3月4日 - 7日） - しらかばヒュッテ店員 役[11]
- スピーク・ロウ2 第1話 「アイちゃんのゆくえ」（2025年3月25日）- 母親役
- シバのおきて〜われら犬バカ編集部〜（2025年9月30日〈予定〉 - ）[12]

#### 日本テレビ
- 松本清張サスペンス・結婚式（1989年）
- はやぶさ新八御用帳 大奥の恋人（1990年） - おしゅん
- 永遠の仔（2000年） - 向井照子
- リミット もしも、わが子が…（2000年） - 相沢知子
- 金田一少年の事件簿（2001年） - 梅園薫
- レッツ・ゴー!永田町（2001年） - 大岩秘書
- 私立探偵 濱マイク（2002年）
- ぼくの魔法使い（2003年）
- すいか（2003年） - 生沢冴子
- 光とともに…〜自閉症児を抱えて〜（2004年） - 郡司先生
- セクシーボイスアンドロボ（2007年） - 林雪江
- おじいさん先生（2007年） - 第4話ゲスト
- 栞と紙魚子の怪奇事件簿（2008年）
- おせん（2008年） - 桜井三千子
- さよならぼくたちのようちえん（2011年）
- 東京バンドワゴン〜下町大家族物語（2013年） - 甲真奈美

#### TBS
- ふぞろいの林檎たち2（1985年） - 佐竹重工のお茶汲み 役
- 親にはナイショで…（1986年） - 屋久志摩子 役
- ダウンタウン探偵組（1988年）
- 月曜ドラマスペシャル「バスガイド愛子2 みちのくの恋」（1994年）
- ウルトラマンダイナ 第22話（1998年） - 綾野塔子博士 役
- Beautiful Life 〜ふたりでいた日々〜（2000年）
- ブラック・ジャック3（2000年） - 鳩中カネ子 役
- ママ!アイラブユー（2005年） - 深井恵子 役
- 弁護士のくず - 豪田珠美 役
- 嫌われ松子の一生（2006年） - 瀬川陽子 役
- きらきら研修医（2007年） - 前田清美 役
- エジソンの母 - 松平喜代美 役
- Around40〜注文の多いオンナたち〜（2008年） - 柳原和子 役
- GM〜踊れドクター 第5話（2010年） - 滝広美和子 役
- MOZUスピンオフドラマ『大杉探偵事務所』美しき標的編（2015年11月） - 白石百合 役[13]
- 99.9-刑事専門弁護士- SEASON II 最終話（2018年） - 内川愛理 役
- 海に眠るダイヤモンド 第2話 -（2024年） - 大森 役[14]

#### フジテレビ
- 裸の大将  第31話「下駄の鳴る丘」（1989年、KTV / 東阪企画） - 春美 役
- 世にも奇妙な物語
  - 「死にたくない」
  - 世にも奇妙な物語 秋の特別編 (2002年)「知らなすぎた男」（2002年） - 諸沢しのぶ
- 居酒屋兆治
- 「宝石調査員 九条薫 備前～倉敷・サファイア連続殺人事件」（2000年） - 女性客 役
- のだめカンタービレ in ヨーロッパ - ルイの母 役
- 妻たちからの三行半〜夫たちの(秘)離婚回避マニュアル〜（2008年） - 実原みどり 役
- LIAR GAME Season2（2009年 - 2010年） - 谷中モモコ 役
- プロポーズ兄弟〜生まれ順別 男が結婚する方法〜 第3夜 - ペットショップの店主 役
- 僕とスターの99日 - 沼田光代 役
- HERO（2014年） - カルロス玉恵 役
- 監察医 朝顔 第2シリーズ 第1話・18話（2020年11月2日・2021年3月15日、フジテレビ） - 松本オリビア由美子 役

#### テレビ朝日
- 土曜ワイド劇場
  - 『高村薫サスペンス 江戸川土手殺人事件』 - 川田徳子 役
  - 『混浴露天風呂連続殺人』
  - 『おかしな二人』 - 吉川典代 役
- ハンサムマン - 権田婦長 役
- 竹中直人の恋のバカンス
- いとしの未来ちゃん
- はぐれ刑事純情派14（2001年） - 松井良子
- 時効警察（2006年） - 小原和恵
- モップガール（2007年）

#### テレビ東京
- 月影兵庫あばれ旅（1989年） - るい 役
- 水曜ミステリー9
  - 「篝警部補の事件簿」（2003年） - 山根久美子
- 怨み屋本舗（2006年） - 佐知代 役
- トラブルマン（2010年） - 桂須磨子 役
- パンセ（2017年） - 南野その 役
- よつば銀行 原島浩美がモノ申す!〜この女に賭けろ〜（2019年） - 金山さつき 役
- びしょ濡れ探偵 水野羽衣 第4話（2019年） - 山田直美 役
- 捨ててよ、安達さん。 第4話（2020年） - 時計 役
- ひねくれ女のボッチ飯（2021年） - 岡林早苗 役
- 東京放置食堂（2021年） - 真野日出子 役（主演）
- 孤独のグルメ (テレビドラマ) Season10 第2話（2022年10月15日）- ママ店員 役

#### 関西テレビ
- YOSHIMOTO DIRECTOR'S 100 〜100人が映画撮りました〜 「ホトケさま」（2009年） - 柴山房江 役
- DRAMATIC-J ノンノンフィクション-室家に何が起こったか-（2008年） - ナターシャ今村 役
- ハングリー!（2012年） - 海老名睦子 役

### 映画
- コミック雑誌なんかいらない!（1986年）- ホストクラブの女 役
- 刑事物語5 やまびこの詩（1987年） - 人質の女性 役
- いとしのエリー（1987年）
- ハチ公物語（1987年） - 女中・およし 役
- 自由な女神たち（1987年） - 数年前の徳子 役
- クレージーボーイズ（1988年） - 看護婦 役
- …これから物語 〜少年たちのブルース〜（1988年） - 石川先生 役
- ・ふ・た・り・ぼ・っ・ち（1988年） - 船橋 役
- 文学賞殺人事件 大いなる助走（1989年） - ネットワーク女子 役
- 二十世紀少年読本（1989年） - 牡丹 役
- 砂の上のロビンソン（1989年） - スーパーの買い物客 役
- のぞみ・ウィッチィズ（1990年、松竹） - 古典教師 役
- びんばりハイスクール（1990年） - 明石佐智 役
- グッバイ・ママ（1991年） - 根岸政子 役
- ふざけろ!（1991年） - 九条千里 役
- おこげ（1992年） - 同僚の声優 役
- J・MOVIE・WARS（1993年） - 看護婦 役
- ケイゾク/映画 Beautiful Dreamer（2000年） - 長谷川裕子 役
- 連弾（2001年） - 女弁護士 役
- 恋に唄えば♪（2002年） - 催事場担当者 役
- キューティーハニー（2003年） - ゴールド・クロー 役
- サヨナラCOLOR（2005年） - 売店店員（小板橋益美） 役
- 晴れたらポップなボクの生活（2005年） - 美幸 役
- 恋の門（2004年） - 登山者2 役
- 劇場版 ナニワ金融道 灰原勝負!起死回生のおとしまえ!!（2005年）
- 太陽の見える場所まで（2005年） - 佳代 役
- ベロニカは死ぬことにした（2006年）
- ダメジン（2006年） - タイアン 役
- かもめ食堂（2006年） - ミドリ 役
- 図鑑に載ってない虫（2007年） - SMの女王様 役
- ぼくたちと駐在さんの700日戦争（2008年）- みどり屋のおばちゃん 役
- 相棒シリーズ 鑑識・米沢守の事件簿（2009年） - 高橋早苗 役
- オムニバス作品「非女子図鑑」『男の証明』（2009年） - 主演
- なくもんか（2009年） - みどり 役
- 片桐はいり4倍速 （2009年） - 本人 役
- 劇場版 怪談レストラン（2010年） - 用務員のおばさん / 紫ババア 役
- 大木家のたのしい旅行 新婚地獄篇（2011年） - 但馬 役
- R100（2013年） - 女王様 役
- 薔薇色のブー子（2014年5月30日） - 占い師 役
- 小野寺の弟・小野寺の姉（2014年10月25日） - 主演・小野寺より子 役
- 繕い裁つ人（2015年1月31日、ギャガ)  - 牧葵 役
- ジヌよさらば〜かむろば村へ〜（2015年） - いそ子 役
- シン・ゴジラ（2016年） - 広田静子（官邸職員[1]）[15]
- 僕らのごはんは明日で待ってる（2017年） - 山崎真喜子 役[16]
- 勝手にふるえてろ（2017年）- オカリナ 役
- 体操しようよ（2018年） - みどり 役
- 蜜蜂と遠雷（2019年）
- 私をくいとめて（2020年12月18日、日活） - 澤田 役[17]
- きまじめ楽隊のぼんやり戦争（2021年3月26日、ビターズ・エンド） - 城子 役
- キネマの神様（2021年8月6日、松竹）-常連の女性客 役
- 愛のまなざしを（2021年）
- ウェディング・ハイ（2022年3月12日公開、松竹） - 樋口良子 役[18]
- PERFECT DAYS（2023年12月22日、ビターズ・エンド）[19]
- まる（2024年10月18日、アスミック・エース） - 古道具屋の店主 役[20]

### 劇場アニメ
- アーロと少年（2016年） - ラムジー 役[21]

### 舞台
- 深沢版・狸御殿
- シラノ・ド・ベルジュラック
- カラマーゾフの兄弟
- ヴァニティーズ
- ベンチャーズの夜
- マシーン日記
- ドライブイン・カリフォルニア
- 青木さん家の奥さん
- 昭和歌謡大全集
- キレイ〜神様と待ち合わせした女〜
- ゴドーを待ちながら
- 乙女の祈り
- ニンゲン御破産
- 轟VS港カヲル
- リア（アジア6ヵ国コラボレーション）
- 砂利（2007年）
- 学おじさん
- 小野寺の弟・小野寺の姉（2013年）
- 主婦 米田時江の免疫力がアップするコント6本（2024年）[22]
- 彼方の島たちの話（2025年公演予定）[23]
- 未練の幽霊と怪物-『珊瑚』『円山町』-（2026年公演予定）[24]

### WEBドラマ
- グラウエンの鳥籠
- コートダジュールN゜10 第6話「ある物件」（2017年11月28日、Hulu） - 湊けいこ 役[25]
- 季節のない街（2023年8月9日、ディズニープラス『スター』） - くに子 役[26]
- 1122 いいふうふ（2024年6月14日配信予定、Amazon Prime Video） - 整体院の院長 役[27]

### ラジオ
- FMシアター「座る男」（2002年11月16日、NHK-FM、NHK名古屋放送局制作）[28]
- 岡田惠和 今宵、ロックバーで〜ドラマな人々の音楽談義〜　第219回（2016年12月24日、NHK-FM）[29]
- FMシアター「100円の新世界」（2017年6月3日、NHK-FM、NHK名古屋放送局制作）[30]

### 情報バラエティー
- あさイチ「プレミアムトーク　片桐はいり▽力を抜いて生き方をラクに」（2022年10月14日、NHK総合）

### CM
- シード 『コンタクトレンズ』
- キリンビール
- ダスキン 『ミスタードーナツ』
- スカイパーフェクTV! 「アンテナ取付0円」キャンペーン
- 名古屋ワープロ学院
- おやつカンパニー 『ベビースター 超ワイド麺』
- ミツカン 『おむすび山 赤飯風味』「公園」篇（2008年8月 - 9月）
- 株式会社ポケモン『ポケモンカードゲームBW』
- 明治安田生命「しあわせカフェ」篇（2013年、小泉今日子と共演）[31]

## 書籍

### 著作
- わたしのマトカ（幻冬舎、2006年3月） ISBN 9784344011359
- グアテマラの弟（幻冬舎、2007年6月） ISBN 4344013409
- もぎりよ今夜も有難う（キネマ旬報社、2010年7月） ISBN 9784873763415
  - 『キネマ旬報』連載の書籍化。第82回キネマ旬報ベスト・テン「読者賞」を受賞作品。